# Historia von D. Johann Fausten (ópera)
Historia von D. Johann Fausten (Historia de D. Juan Fausto) es una ópera en tres actos, con introducción y epílogo, con música de Alfred Schnittke y libreto en alemán de Jörg Morgener (Jürgen Köchel) y Alfred Schnittke basado en un libro en prosa anónima del mismo título (publicada por Johannes Spies en 1587). Se estrenó en Hamburgo el 22 de junio de 1995 en la Ópera Estatal de Hamburgo.

## Personajes
- Doctor Johann Faustus (bajo)
- Narrador (tenor)
- Mephistophiles (contratenor)
- Mephistophila / Helena de Troya (contralto)
- El anciano (tenor)
- Tres estudiantes (tres barítonos)